# Émile Guyénot
Émile Charles Louis Guyénot, né à Lons-le-Saunier le 9 juin 1885 et décédé à Genève le 20 mars 1963, est un biologiste français.

## Biographie
Fils du magistrat Désiré Guyénot et de Marie Augustine Billot, Émile Guyénot est nommé professeur à l'Université de Genève en 1918, où il enseigne la zoologie et l’anatomie comparée. Il devient par la suite vice-directeur de la station de biologie marine de Wimereux (Pas-de-Calais) dès 1921, puis fonde en 1922 une station de Zoologie expérimentale au chemin Sauter où ses étudiants travaillent sur l’hybridisme.
Il a été élu membre de l'Académie des sciences.
Émile Guyénot sera très efficacement secondé depuis 1922 par la chercheuse Kitty Ponse (1897-1982), qui lui succédera comme professeur à l'Université de Genève et deviendra en 1961 la première lauréate du prix Otto-Naegeli pour l'ensemble de son œuvre scientifique dans le domaine de l'endocrinologie[réf. nécessaire].

## Ouvrages
- La variation et l’évolution, Paris, Doin, 1930, 2 vol. (bibliothèque de Biologie générale, dirigée par Maurice Caullery).
- L’Hérédité, Paris, Doin et Cie, 1931.
- Les sciences de la vie aux XVIIe et XVIIIe siècles; l'idée d'évolution, Paris, Albin Michel, 1941. Coll. « L'évolution de l'Humanité ».
- L’Origine des espèces, Paris, PUF, 1944.
- Les Problèmes de la vie, Genève, Les Éditions du Cheval ailé, C. Bourquin, 1946.